# Deutsche Fußballnationalmannschaft (U-21-Männer)
Die deutsche U-21-Fußballnationalmannschaft ist eine Auswahlmannschaft deutscher Fußballspieler. Sie untersteht dem Deutschen Fußball-Bund (DFB) und repräsentiert ihn international auf U-21-Ebene, etwa in Freundschaftsspielen gegen die Auswahlmannschaften anderer nationaler Verbände oder bei Europameisterschaften des Kontinentalverbandes UEFA.

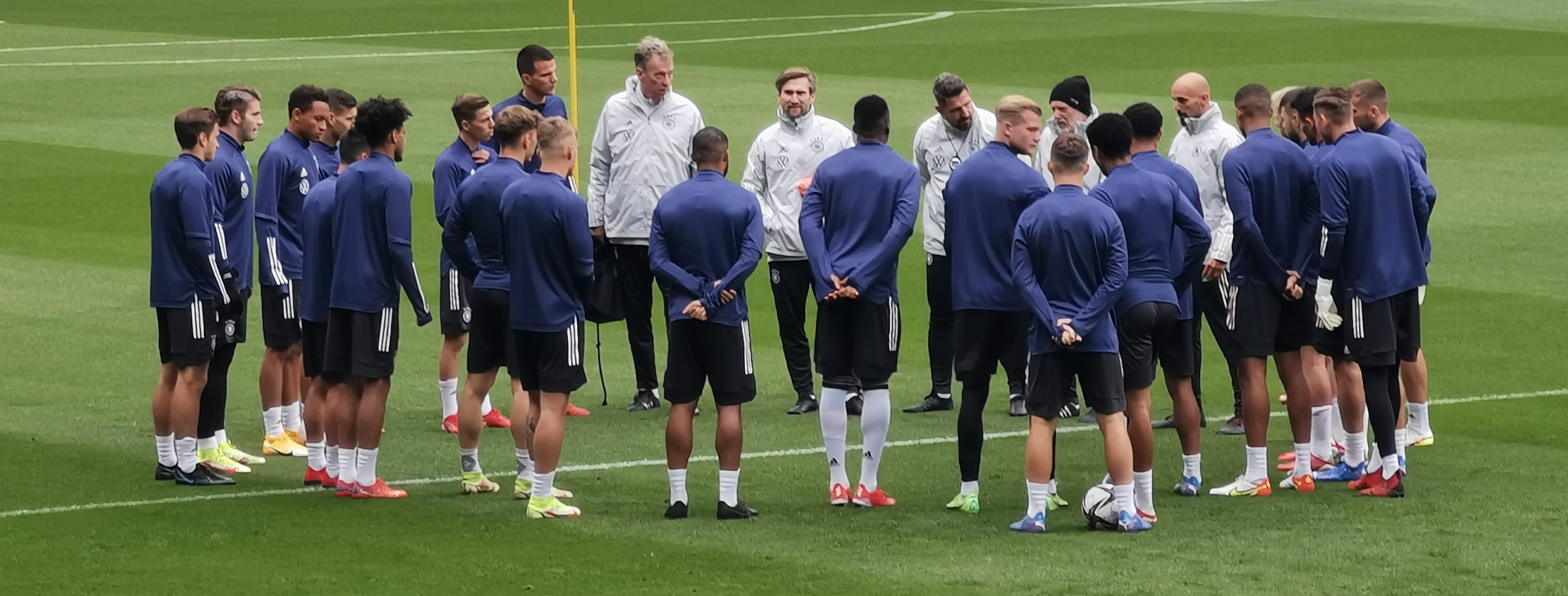
U21-Nationalmannschaftsabschlusstraining vor dem Spiel gegen Israel (2021)

Spielberechtigt sind Spieler, die die deutsche Staatsangehörigkeit besitzen und ihr 21. Lebensjahr noch nicht vollendet haben. Bei Turnieren ist das Alter beim ersten Qualifikationsspiel bzw. am 1. Januar des in den Turnierregeln genannten Jahres maßgeblich. So durften für die U-21-Europameisterschaft 2023, deren Qualifikation 2021 begonnen hatte, nur Spieler eingesetzt werden, die am oder nach dem 1. Januar 2000 geboren wurden.

## Geschichte
Das erste Länderspiel der Auswahl fand 1979 in Toruń gegen die Auswahl Polens statt und wurde mit 0:1 verloren. Zu den ersten Spielern gehörten unter anderem die späteren Seniorenweltmeister Rudi Völler und Pierre Littbarski sowie der spätere Weltmeister-Trainer Joachim Löw.
Größter Erfolg der Auswahl war lange Jahre die Vizeeuropameisterschaft 1982. Erst im Finale, das damals noch im Hin- und Rückspiel ausgetragen wurde, unterlag die Mannschaft England. Nach einer 1:3-Hinspielniederlage in Sheffield, bei der der damals 22-jährige Rudi Völler das Tor erzielte, gelang in Bremen nur ein 3:2-Erfolg. Alle drei Tore schoss Pierre Littbarski.
In den folgenden Jahren wurde die Qualifikation verpasst, 1984 scheiterte die Mannschaft an Albanien. Erst 1990 gelang der Einzug in die Endrunde. Die Auswahl der Sowjetunion setzte sich jedoch nach einem 1:1-Unentschieden im Hinspiel im Rückspiel mit 2:1 nach Verlängerung durch. Auch 1992 war im Viertelfinale Endstation, einem 1:1 im ersten Aufeinandertreffen mit Schottland folgte eine 3:4-Niederlage, obwohl die deutsche Auswahl zwischenzeitlich 3:1 geführt hatte.
1993 gelang in der Qualifikation zum Turnier von 1994 mit einem 8:0-Erfolg gegen Irland der deutlichste Sieg der Auswahl. Dennoch wurde die Qualifikation als Tabellenzweiter hinter den ungeschlagenen Spaniern verpasst, jedoch erreichte die Auswahl 1996 wieder die Endrunde. Dort kam die Mannschaft allerdings erneut nicht über das Viertelfinale hinaus, 1:1 und 1:4 lauteten die Ergebnisse gegen Frankreich.
1998 gelang ungeschlagen die Qualifikation zur Endrunde, das Viertelfinalspiel gegen Griechenland endete mit 0:1 und dem erneuten Ausscheiden in der Runde der letzten acht. Zwei Jahre später wurde die Qualifikation verpasst, da die Auswahl nur Gruppenzweiter hinter der Türkei wurde und nicht zu den besten Gruppenzweiten zählte. 2002 gelang nur der dritte Tabellenplatz in der Qualifikation.
Nach der erfolgreichen Qualifikation zur Europameisterschaft 2004 durch einen 1:0-Erfolg im Heimspiel gegen die Türkei und ein 1:1-Unentschieden im Rückspiel, das durch tumultartige Szenen nach Abpfiff überschattet wurde, konnte sich die deutsche Auswahl wieder für die Endrunde qualifizieren. Der Verband bewarb sich anschließend um die Ausrichtung des Turniers, das dann vom 27. Mai bis 8. Juni des Jahres in Deutschland stattfand. Allerdings scheiterte die Mannschaft in der Gruppenphase an Schweden und Portugal.
2006 gelang in der Qualifikation der Gruppensieg vor England. In den folgenden Entscheidungsspielen setzte sich die Auswahl gegen Tschechien durch und erreichte die Endrunde. Hinter der ungeschlagenen französischen Auswahl waren Deutschland, Serbien-Montenegro und Portugal punktgleich nach jeweils einem Sieg und zwei Niederlagen. Im Vergleich der drei Mannschaften untereinander setzte sich Serbien-Montenegro durch.
Die Qualifikation zur Europameisterschaft 2009 gewann die deutsche U-21-Nationalmannschaft in ihrer Gruppe punktgleich vor Israel. In den folgenden beiden Entscheidungsspielen setzte sich die DFB-Auswahl gegen Frankreich durch. Bei der U-21-EM 2009 zog die von Horst Hrubesch trainierte Mannschaft ungeschlagen ins Finale ein. Dort bezwang die deutsche U-21-Nationalmannschaft am 29. Juni 2009 England mit 4:0 und wurde erstmals Europameister.
Auf Hrubesch folgte Rainer Adrion als Trainer. Adrion verpasste die Endrunde zur U-21-EM 2011. Die von ihm trainierte Mannschaft scheiterte in der Qualifikation an Tschechien und Island. Bei der U-21-EM 2013 schied die deutsche Mannschaft nach Niederlagen in den ersten beiden Gruppenspielen gegen die Niederlande und Spanien vorzeitig aus. Infolgedessen wurde Adrions Vertrag im Juni 2013 einvernehmlich aufgelöst. Neuer U-21-Nationaltrainer wurde sein Vorgänger Horst Hrubesch.
Die U-21-Nationalmannschaft erreichte bei der U-21-Europameisterschaft 2015 das Halbfinale. Im Halbfinalspiel gegen Portugal gab es mit einem 0:5 die bisher höchste Niederlage der U-21-Nationalelf. Mit Erreichen des Halbfinales qualifizierte sich zugleich die Deutsche Fußballolympiamannschaft für die Olympischen Spiele 2016. Dort unterlag das Team im Endspiel gegen Brasilien (nach Elfmeterschießen) und gewann die Silbermedaille. Nach dem Turnier trat Hrubesch als Trainer zurück; sein Nachfolger wurde im August 2016 Stefan Kuntz, der die Mannschaft im Juni 2017 zum Europameistertitel führte.
Die deutsche U-21 startete als Außenseiter in die EM in Polen, da etliche Leistungsträger mit der A-Nationalmannschaft am FIFA-Konföderationen-Pokal 2017 teilnahmen. In der Gruppenphase spielte Deutschland gegen Tschechien, Dänemark und Italien und qualifizierte sich als bester Gruppenzweiter für das Halbfinale, in dem sie nach Elfmeterschießen England bezwangen. Im Finale trafen sie auf die favorisierten Spanier und gewannen durch ein Tor von Mitchell Weiser mit 1:0.
Bei der Europameisterschaft 2019 in Italien und San Marino ging die Mannschaft von Trainer Stefan Kuntz als Titelverteidiger in den Wettbewerb und besiegte in der Gruppenphase Dänemark und Serbien. Ein Unentschieden gegen Österreich reichte für das Weiterkommen als Gruppenerster. Im Halbfinale besiegte die DFB-Elf die Auswahl von Rumänien mit 4:2 und trug wie schon zwei Jahre zuvor das Endspiel gegen Spanien aus, das dann mit 1:2 verloren ging. Luca Waldschmidt wurde mit sieben Toren Torschützenkönig des Turniers und egalisierte damit den bisherigen Rekord des Schweden Marcus Berg von 2009.
In der Qualifikation für die Europameisterschaft 2021 in Ungarn und Slowenien geriet die deutsche Mannschaft ins Straucheln, denn gegen Belgien wurde zweimal verloren, und die Teilnahme an der Endrunde war in Gefahr geraten. Da die Deutschen jedoch die restlichen Spiele allesamt gewannen und die Belgier währenddessen patzten, qualifizierte sich die Mannschaft von Stefan Kuntz für die Endrunde, die aufgrund der COVID-19-Pandemie in zwei Teile geteilt wurde. So fand die Gruppenphase in der Länderspielpause Ende März 2021 statt, während die Finalrunde von Ende Mai 2021 bis Anfang Juni 2021 ausgetragen wurde. Die deutsche Mannschaft spielte in der Gruppenphase gegen Gastgeber Ungarn, gegen die Niederlande und gegen Rumänien und qualifizierte sich als Gruppenzweiter für die Finalrunde. Im Viertelfinale wurde Dänemark nach Elfmeterschießen bezwungen und im Halbfinale wurde Gruppengegner Niederlande, der im Viertelfinale die hoch gehandelten Franzosen schlug, mit 2:1 besiegt. Im Finale wurde Favorit Portugal mit 1:0 geschlagen. Der Titelgewinn war unerwartet gekommen, da der Jahrgang als schwach angesehen wurde. Kurze Zeit nach dem Turnier, im September 2021, verließ Trainer Kuntz die U21-Nationalmannschaft, um Cheftrainer der türkischen A-Nationalmannschaft zu werden. Im Amt folgte sein bisheriger Assistent Antonio Di Salvo auf ihn.

## Turnierbilanzen bei U-21-Europameisterschaften
| Jahr | Gastgeberland        | Teilnahme bis …    | Letzter Gegner                               | Ergebnis      |
| ---- | -------------------- | ------------------ | -------------------------------------------- | ------------- |
| 1978 |                      | keine Teilnahme    | –                                            | –             |
| 1980 |                      | keine Teilnahme    | –                                            | –             |
| 1982 |                      | Finale             | England                                      | 2. Platz      |
| 1984 |                      | nicht qualifiziert | –                                            | –             |
| 1986 |                      | nicht qualifiziert | –                                            | –             |
| 1988 |                      | nicht qualifiziert | –                                            | –             |
| 1990 |                      | Viertelfinale      | Sowjetunion                                  | –             |
| 1992 |                      | Viertelfinale      | Schottland                                   | –             |
| 1994 | Frankreich           | nicht qualifiziert | –                                            | –             |
| 1996 | Spanien              | Viertelfinale      | Frankreich                                   | –             |
| 1998 | Rumänien             | Spiel um Platz 5   | Schweden                                     | 5. Platz      |
| 2000 | Slowakei             | nicht qualifiziert | –                                            | –             |
| 2002 | Schweiz              | nicht qualifiziert | –                                            | –             |
| 2004 | Deutschland          | Vorrunde           | Schweiz, Schweden, Portugal                  | –             |
| 2006 | Portugal             | Vorrunde           | Serbien und Montenegro, Frankreich, Portugal | –             |
| 2007 | Niederlande          | nicht qualifiziert | –                                            | –             |
| 2009 | Schweden             | Finale             | England                                      | Europameister |
| 2011 | Dänemark             | nicht qualifiziert | –                                            | –             |
| 2013 | Israel               | Vorrunde           | Niederlande, Spanien, Russland               | –             |
| 2015 | Tschechien           | Halbfinale         | Portugal                                     | –             |
| 2017 | Polen                | Finale             | Spanien                                      | Europameister |
| 2019 | Italien / San Marino | Finale             | Spanien                                      | 2. Platz      |
| 2021 | Slowenien / Ungarn   | Finale             | Portugal                                     | Europameister |
| 2023 | Rumänien / Georgien  | Vorrunde           | Israel, Tschechien, England                  | –             |
| 2025 | Slowakei             | Finale             | England                                      | 2. Platz      |

Anmerkungen:
1. ↑  Zwischen 1978 und 1992 fanden die Endrunden der U-21-Europameisterschaft nicht in einem Gastgeberland statt, sondern wurden durch Hin- und Rückspiele in den jeweiligen teilnehmenden Nationen ausgetragen.

## Bundestrainer
| Nr. | Name             | Zeit | Zeit |
| Nr. | Name             | von  | bis  |
| --- | ---------------- | ---- | ---- |
| 1   | Berti Vogts      | 1979 | 1990 |
| 2   | Hannes Löhr      | 1990 | 2002 |
| 3   | Jürgen Kohler    | 2002 | 2003 |
| 4   | Uli Stielike     | 2003 | 2004 |
| 5   | Dieter Eilts     | 2004 | 2008 |
| 6   | Horst Hrubesch   | 2008 | 2009 |
| 7   | Rainer Adrion    | 2009 | 2013 |
| 8   | Horst Hrubesch   | 2013 | 2016 |
| 9   | Stefan Kuntz     | 2016 | 2021 |
| 10  | Antonio Di Salvo | 2021 |      |

## Rekordspieler

### Meiste Länderspiele
Folgende Spieler haben mehr als 20 U21-Länderspiele bestritten.

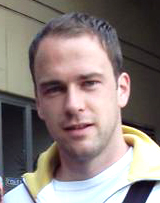
Fabian Ernst, deutscher U21-Rekordnationalspieler

| Spiele | Name                 | Erstes Länderspiel (Datum/Gegner) | Letztes Länderspiel (Datum/Gegner) |
| ------ | -------------------- | --------------------------------- | ---------------------------------- |
| 31     | Fabian Ernst         | 1. September 1998 (Rumänien)      | 5. Oktober 2001 (Finnland)         |
| 30     | Levin Öztunali       | 3. September 2015 (Dänemark)      | 30. Juni 2019 (Spanien)            |
| 30     | Ansgar Knauff        | 12. Oktober 2021 (Ungarn)         | 28. Juni 2025 (England)            |
| 30     | Eric Martel          | 12. November 2021 (Polen)         | 28. Juni 2025 (England)            |
| 27     | Andreas Beck         | 21. Februar 2007 (Italien)        | 29. Juni 2009 (England)            |
| 26     | Mike Hanke           | 28. März 2003 (Litauen)           | 15. November 2005 (Tschechien)     |
| 25     | Dennis Aogo          | 23. März 2007 (Österreich)        | 29. Juni 2009 (England)            |
| 24     | Christian Tiffert    | 12. Februar 2002 (Nordirland)     | 2. Juni 2004 (Portugal)            |
| 24     | Daniel Schwaab       | 21. August 2007 (Irland)          | 11. August 2010 (Island)           |
| 24     | Lewis Holtby         | 11. August 2009 (Türkei)          | 12. Juni 2013 (Russland)           |
| 24     | Moritz Leitner       | 9. August 2011 (Zypern)           | 17. Juni 2015 (Serbien)            |
| 24     | Max Meyer            | 14. Oktober 2014 (Ukraine)        | 30. Juni 2017 (Spanien)            |
| 24     | Nadiem Amiri         | 29. März 2016 (Russland)          | 30. Juni 2019 (Spanien)            |
| 23     | Marco Haber          | 9. Oktober 1990 (Schweden)        | 12. Oktober 1993 (Dänemark)        |
| 23     | Andreas Neuendorf    | 10. Mai 1994 (Griechenland)       | 23. Mai 1998 (Griechenland)        |
| 23     | Benjamin Auer        | 12. Februar 2002 (Nordirland)     | 2. Juni 2004 (Portugal)            |
| 23     | Christoph Preuß      | 12. Februar 2002 (Nordirland)     | 2. Juni 2004 (Portugal)            |
| 23     | Sebastian Rudy       | 4. September 2009 (San Marino)    | 12. Juni 2013 (Russland)           |
| 23     | Maximilian Arnold    | 19. November 2013 (Rumänien)      | 30. Juni 2017 (Spanien)            |
| 22     | Christian Nerlinger  | 21. April 1992 (Tschechoslowakei) | 26. März 1996 (Frankreich)         |
| 22     | Daniel Bierofka      | 2. September 1999 (Finnland)      | 5. Oktober 2001 (Finnland)         |
| 22     | Marvin Matip         | 17. August 2004 (Litauen)         | 6. Oktober 2006 (England)          |
| 22     | Benedikt Höwedes     | 16. November 2007 (Island)        | 11. August 2010 (Island)           |
| 22     | Kevin Volland        | 29. Februar 2012 (Griechenland)   | 27. Juni 2015 (Portugal)           |
| 22     | Lukas Klostermann    | 3. September 2015 (Dänemark)      | 30. Juni 2019 (Spanien)            |
| 22     | Mahmoud Dahoud       | 24. März 2016 (Färöer)            | 30. Juni 2019 (Spanien)            |
| 22     | Noah Atubolu         | 25. März 2022 (Lettland)          | 28. Juni 2025 (England)            |
| 21     | Pierre Littbarski    | 10. Oktober 1979 (Polen)          | 12. Oktober 1982 (England)         |
| 21     | Rouwen Hennings      | 21. Februar 2007 (Italien)        | 10. Februar 2009 (Irland)          |
| 21     | Gonzalo Castro       | 28. Februar 2006 (Lettland A)     | 29. Juni 2009 (England)            |
| 21     | Mats Hummels         | 27. März 2007 (Tschechien)        | 11. August 2010 (Island)           |
| 21     | Peniel Mlapa         | 3. September 2010 (Tschechien)    | 6. Juni 2013 (Niederlande)         |
| 21     | Stand: 28. Juni 2025 |                                   |                                    |

### Meiste Länderspieltore
Folgende Spieler haben mindestens zehn U21-Länderspieltore erzielt.

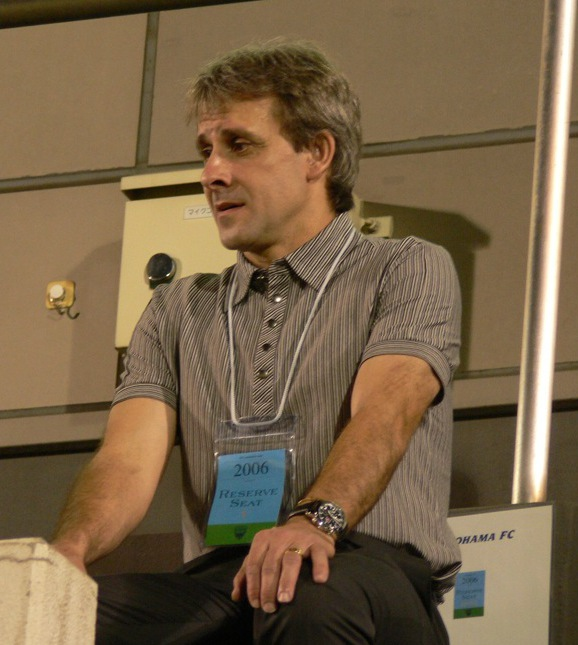
Pierre Littbarski, deutscher U21-Rekordtorschütze

| Tore                 | Spiele | Torquote | Name                  | Erstes Länderspieltor (Datum/Gegner) | Letztes Länderspieltor (Datum/Gegner) |
| -------------------- | ------ | -------- | --------------------- | ------------------------------------ | ------------------------------------- |
| 18                   | 21     | 0,86     | Pierre Littbarski     | 2. April 1980 (Schweiz)              | 12. Dezember 1982 (England)           |
| 17                   | 20     | 0,85     | Heiko Herrlich        | 18. Dezember 1990 (Schweiz)          | 13. April 1993 (Dänemark)             |
| 15                   | 23     | 0,65     | Benjamin Auer         | 12. Februar 2002 (Nordirland)        | 30. Mai 2004 (Schweden)               |
| 14                   | 24     | 0,58     | Lewis Holtby          | 7. September 2010 (Nordirland)       | 6. Juni 2013 (Niederlande)            |
| 14                   | 26     | 0,54     | Mike Hanke            | 28. März 2003 (Litauen)              | 11. Oktober 2005 (Österreich)         |
| 13                   | 18     | 0,72     | Nick Woltemade        | 21. November 2023 (Polen)            | 25. Juni 2025 (Frankreich)            |
| 13                   | 21     | 0,62     | Rouwen Hennings       | 23. März 2007 (Österreich)           | 28. Mai 2008 (Dänemark)               |
| 13                   | 15     | 0,87     | Youssoufa Moukoko (1) | 2. September 2021 (Moldau)           | 15. November 2024 (Dänemark)          |
| 12                   | 20     | 0,60     | Lukas Nmecha          | 5. September 2019 (Griechenland)     | 6. Juni 2021 (Portugal)               |
| 11                   | 22     | 0,50     | Kevin Volland         | 29. Februar 2012 (Griechenland)      | 20. Juni 2015 (Dänemark)              |
| 10                   | 14     | 0,71     | Luca Waldschmidt      | 12. Oktober 2018 (Norwegen)          | 27. Juni 2019 (Rumänien)              |
| 10                   | 19     | 0,53     | Rudi Völler           | 20. Mai 1980 (Belgien)               | 21. September 1982 (England)          |
| 10                   | 20     | 0,50     | Jonathan Burkardt     | 9. Oktober 2020 (Moldau)             | 3. Juni 2022 (Ungarn)                 |
| 10                   | 22     | 0,45     | Christian Nerlinger   | 21. September 1993 (Griechenland)    | 26. März 1996 (Frankreich)            |
| Stand: 28. Juni 2025 |        |          |                       |                                      |                                       |

## Aktuelles

### Aktueller Kader
Der Kader für die U21-Europameisterschaft in der Slowakei vom 11. bis zum 28. Juni 2025:
| Name                 | Verein                   | Geburts- datum | Länderspiel- einsätze | Länderspiel- tore | Debüt         | Letzter Einsatz |     |
| Tor                  | Tor                      | Tor            | Tor                   | Tor               | Tor           | Tor             | Tor |
| -------------------- | ------------------------ | -------------- | --------------------- | ----------------- | ------------- | --------------- | --- |
| Noah Atubolu         | SC Freiburg              | 25. Mai 2002   | 22                    | 0                 | 25. März 2022 | 28. Juni 2025   |     |
| Tjark Ernst          | Hertha BSC               | 15. März 2003  | 02                    | 0                 | 15. Nov. 2024 | 18. Juni 2025   |     |
| Nahuel Noll          | SpVgg Greuther Fürth     | 17. März 2003  | 0                     | 0                 |               |                 |     |
| Abwehr               |                          |                |                       |                   |               |                 |     |
| Bright Arrey-Mbi     | Sporting Braga           | 26. März 2003  | 17                    | 1                 | 8. Sep. 2023  | 28. Juni 2025   |     |
| Elias Baum           | SV Elversberg            | 26. Okt. 2005  | 02                    | 0                 | 18. Juni 2025 | 22. Juni 2025   |     |
| Nathaniel Brown      | Eintracht Frankfurt      | 16. Juni 2003  | 14                    | 1                 | 8. Sep. 2023  | 28. Juni 2025   |     |
| Nnamdi Collins       | Eintracht Frankfurt      | 10. Jan. 2004  | 10                    | 0                 | 15. Nov. 2024 | 28. Juni 2025   |     |
| Tim Oermann          | VfL Bochum               | 27. Okt. 2002  | 10                    | 0                 | 10. Sep. 2024 | 28. Juni 2025   |     |
| Max Rosenfelder      | SC Freiburg              | 10. Feb. 2003  | 11                    | 1                 | 4. Sep. 2024  | 25. Juni 2025   |     |
| Jamil Siebert        | Fortuna Düsseldorf       | 2. Apr. 2002   | 08                    | 0                 | 8. Sep. 2023  | 25. Juni 2025   |     |
| Lukas Ullrich        | Borussia Mönchengladbach | 16. März 2003  | 04                    | 0                 | 21. März 2025 | 28. Juni 2025   |     |
| Mittelfeld/Sturm     |                          |                |                       |                   |               |                 |     |
| Brajan Gruda A       | Brighton & Hove Albion   | 31. Mai 2004   | 17                    | 3                 | 8. Sep. 2023  | 28. Juni 2025   |     |
| Caspar Jander        | 1. FC Nürnberg           | 23. März 2003  | 03                    | 0                 | 21. März 2025 | 18. Juni 2025   |     |
| Ansgar Knauff        | Eintracht Frankfurt      | 10. Jan. 2002  | 30                    | 4                 | 12. Okt. 2021 | 28. Juni 2025   |     |
| Eric Martel          | 1. FC Köln               | 29. Apr. 2002  | 30                    | 3                 | 12. Nov. 2021 | 28. Juni 2025   |     |
| Paul Nebel           | 1. FSV Mainz 05          | 10. Okt. 2002  | 14                    | 2                 | 8. Sep. 2023  | 28. Juni 2025   |     |
| Rocco Reitz A        | Borussia Mönchengladbach | 29. Mai 2002   | 17                    | 2                 | 17. Nov. 2023 | 28. Juni 2025   |     |
| Merlin Röhl          | SC Freiburg              | 5. Juli 2002   | 13                    | 3                 | 8. Sep. 2023  | 28. Juni 2025   |     |
| Jan Thielmann        | 1. FC Köln               | 26. Mai 2002   | 19                    | 1                 | 12. Nov. 2021 | 18. Juni 2025   |     |
| Nicolò Tresoldi      | Hannover 96              | 20. Aug. 2004  | 16                    | 6                 | 8. Sep. 2023  | 28. Juni 2025   |     |
| Paul Wanner          | 1. FC Heidenheim         | 23. Dez. 2005  | 08                    | 1                 | 11. Okt. 2024 | 28. Juni 2025   |     |
| Nelson Weiper        | 1. FSV Mainz 05          | 17. März 2005  | 11                    | 4                 | 22. Juni 2023 | 28. Juni 2025   |     |
| Nick Woltemade A     | VfB Stuttgart            | 14. Feb. 2002  | 18                    | 13                | 8. Sep. 2023  | 28. Juni 2025   |     |
| Stand: 28. Juni 2025 |                          |                |                       |                   |               |                 |     |

### Trainerstab
- Antonio Di Salvo – Cheftrainer
- Ovid Hajou – Co-Trainer
- Klaus Thomforde – Torwarttrainer
- Christian Schwend – Fitnesstrainer
- Axel Busenkell – Fitnesstrainer